# Necrópolis visigoda de Arroyo de la Luz
La necrópolis visigoda de Arroyo de la Luz es un yacimiento arqueológico ubicado en el municipio español de Arroyo de la Luz, en la provincia de Cáceres. Es un complejo de sepulcros antropomorfos de época tardorromana-medieval construido en una zona de granito de la dehesa de la Luz, al norte de la localidad.
La necrópolis se ubica a unos 500 metros de la ermita de la Virgen de la Luz. Según investigaciones en sus sepulturas, así como en los hallazgos de cerámica y monedas, se ha datado la necrópolis entre los siglos IV y VII, siendo principalmente de la época de los visigodos pero con un origen previo tardorromano. Las tumbas, esculpidas en la roca, consisten en dos grupos principales, de los cuales el primero consta de ocho tumbas antropomorfas con orientación este-oeste.
Un poco más al sur se ubica un grupo de cuatro tumbas antropomórficas. Mientras que dos siguen la orientación este-oeste habitual, las otras tienen una orientación sur-norte. Una está cerca de una charca. En el oeste hay una tumba con alineación normal al lado de la base cuadrada de una prensa de aceite.
Todas las tumbas ubicadas cerca del suelo en un afloramiento de granito pertenecen a adultos. Como no se ha cavado ninguna forma alrededor de ellas para la sobreelevación, el agua de lluvia puede llenarlas. No hay rastros de las cubiertas que las cubrieron. Los cimientos de las prensas de aceite o de uva se pueden ver en las rocas de granito que rodean las tumbas.